# Jiří Vokněr
Jiří Vokněr (Nymburk, Checoslovaquia, 12 de mayo de 1931) es un deportista checoslovaco que compitió en piragüismo en la modalidad de aguas tranquilas. Ganó tres medallas en el Campeonato Mundial de Piragüismo en los años 1954 y 1958.
Participó en los Juegos Olímpicos de Melbourne 1956, donde finalizó cuarto en la prueba C1 10 000 m.

## Palmarés internacional
| Campeonato Mundial | Campeonato Mundial     | Campeonato Mundial | Campeonato Mundial |
| Año                | Lugar                  | Medalla            | Evento             |
| ------------------ | ---------------------- | ------------------ | ------------------ |
| 1954               | Mâcon (Francia)        | Medalla de oro     | C1 10 000 m        |
| 1958               | Praga (Checoslovaquia) | Medalla de plata   | C1 1000 m          |
| 1958               | Praga (Checoslovaquia) | Medalla de plata   | C1 10 000 m        |